# Ulrich al III-lea de Mecklenburg-Güstrow
Ulrich, Duce de Mecklenburg (5 martie 1527 – 14 martie 1603) a fost Duce de Mecklenburg din 1555-56 până în 1603.

## Biografie
Ulrich a fost al treilea fiu al Ducelui Albrecht al VII-lea și a soției acestuia,  Anna de Brandenburg. Ulrich a fost educat la curtea din Bavaria. Mai târziu el a studiat teologia și dreptul la Ingolstadt. După decesul tatălui său, el și-a luat ca reședință Bützow și l-a succedat pe vărul său Ducele 
Magnus al III-lea de Mecklenburg-Schwerin ca administartor luteran de Schwerin în 1550. Apoi, s-a căsătorit cu văduva lui Magnus, Elisabeta, o fiică a regelui Frederic I al Danemarcei. Soția lui era verișoară primară cu bunica maternă Elisabeta a Danemarcei, fiica lui Ioan, rege al Danemarcei. După decesul Elisabei el s-a căsătorit cu Anna, fiica lui Filip I, Duce de Pomerania.

### Domnie
La 17 februarie 1555 Ulrich a domnit împreună cu fratele său Johann Albert I ducatul de Mecklenburg-Güstrow. În 1556, el a primit, menținând în același timp administrația comună de stat cu fratele său, partea de est a Mecklenburg cu capitala la Güstrow, în timp ce Johann Albert a primit partea de vest, cu reședința la Schwerin. După decesul fratelui său în 1576, Ulrich a devenit tutorele  urmașilor fratelui, printre ei nepotul și succesorul său la Güstrow, Johann Albert al II-lea. Ulrich a construit castelul de la Güstrow ca reședință principală.
Ulrich a fost întruchiparea unui prinț educat, modern, și a fost un luteran devotat. A fost unul dintre cei mai importanti prinți ai dinastiei Mecklenburg. A lăsat în urma sa o avere de aproximativ 200.000 de guldeni. Ulrich a participat la discursuri științifice cu Tycho Brahe și David Chytraeus și a corespondat cu umaniști precum Heinrich Rantzau. În 1594, în calitate de șef al cercului imperial al landului Saxoniei inferioare, el a organizat asistență militară și financiară împotriva amenințării turcești.
Într-o dispută între Frederic al II-lea al Danemarcei și cumnatul său Ducele Johann Adolf de Holstein-Gottorp,  Ulrich a servit ca mediator, având excelente relații cu ambii.

## Familie
Singurul copil al lui Ulrich din căsătoria cu Elisabeta a Danemarcei, Sofia, s-a căsătorit cu regele  Frederic al II-lea al Danemarcei. Nepoata lui Ulrich, Ana a Danemarcei s-a căsătorit cu regele Iacob I al Angliei. Astfel, începând de atunci, fiecare monarh britanic a fost descendentul său direct, inclusiv actuala regină Elisabeta a II-a. 